# Palkisvaara (berg)
Palkisvaara är ett berg i Finland. Det ligger i Enontekis i landskapet Lappland, i den norra delen av landet, 900 km norr om huvudstaden Helsingfors. Toppen på Palkisvaara är 511 meter över havet.
Terrängen runt Palkisvaara är huvudsakligen platt, men åt nordväst är den kuperad.  Trakten runt Palkisvaara är nära nog obefolkad, med mindre än två invånare per kvadratkilometer. Omgivningarna runt Palkisvaara är i huvudsak ett öppet busklandskap.